# Bärenhöhle (Goslar)
Die Bärenhöhle ist ein südwestlich von Goslar gelegener, volkstümlich als Höhle bezeichneter, Bergwerkseingang. Der eigentliche Name lautet Beckers Grube.

## Lage
Die Bärenhöhle befindet sich circa 3 km südwestlich von Goslar im Großen Schlüsseltal am Königsberg.

## Entstehung und Namensgebung
Die „Höhle“ entstand im 19. Jahrhundert durch einen Versuchsabbau von Wissenbacher Schiefer, welcher für Goslar ein wichtiger Wirtschaftsfaktor war und oftmals im Tagebau oder in oberflächennahen Stollen stattfand. Dadurch ist der als Höhle bezeichnete Hohlraum im engeren Sinne ein Bergwerk. Die volkstümliche Bezeichnung als „Bärenhöhle“ erhielt die Höhle durch das angebliche Vorkommen von Bären in dieser Region. In der Zeit der Auffahrung gab es allerdings keine freilebenden Bären mehr im Harz und der Eingang wäre vermutlich auch zu eng gewesen.

## Heutiger Zustand
Die Höhle bildet heute einen Lebensraum für Fledermäuse. Der Übertageteil und der Eingangsbereich des Untertageteils sind zugänglich. Der eigentliche Hohlraum ist allerdings, um Verschmutzungen zu verhindern und die Fledermäuse im Winterschlaf vor Störungen zu schützen, durch Metallgitter versperrt. Die Höhle ist nicht ausgeschildert. Seit November 2021 steht vor dem Untertageteil eine Erläuterungstafel zu den Fledermäusen, ihrer Lebensweise und Gefährdung sowie zur Bedeutung und Geschichte von Beckers Grube für den Fledermausschutz und die Geschichte des Schieferbergbaus in der Umgebung von Goslar.